# Ptychohyla spinipollex
Espèce
Synonymes
- Hyla spinipollex Schmidt, 1936
- Ptychohyla merazi Wilson & McCranie, 1989

Statut de conservation UICN

 EN B1ab(iii)+2ab(iii) : En danger
Ptychohyla spinipollex est une espèce d'amphibiens de la famille des Hylidae.

## Répartition
Cette espèce est endémique du Honduras. Elle se rencontre dans la cordillère Nombre de Dios, dans les départements d'Atlántida, de Colón et de Yoro, entre 160 et 1 580 m d'altitude.

## Description

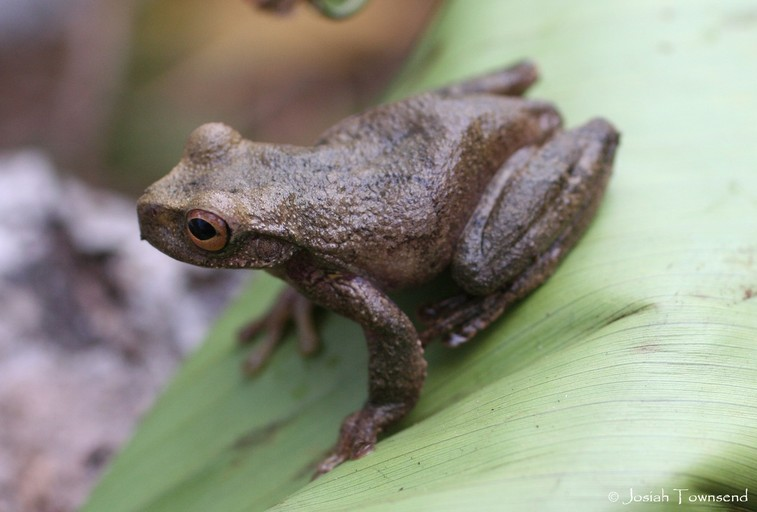

L'holotype de Ptychohyla spinipollex, un mâle adulte, mesure 35 mm. Cette espèce a le corps uniformément brun grisâtre sombre. Sa face ventrale reprend la même teinte mais en plus clair.

## Publication originale
- Schmidt, 1936 : New amphibians and reptiles from Honduras in the Museum of Comparative Zoology. Proceedings of the Biological Society of Washington, vol. 49, p. 43-50 (texte intégral).